# Cichlasoma microlepis
Cichlasoma microlepis är en fiskart som beskrevs av Dahl, 1960. Cichlasoma microlepis ingår i släktet Cichlasoma och familjen Cichlidae. Inga underarter finns listade i Catalogue of Life.